# Jan Jacek Ogiński
Jan Jacek Ogiński (1619-24 février 1684 à Cracovie), membre de la famille Ogiński (en), greffier de Lituanie) (pl) (1668), voïvode de Mstsislaw (1672), voïvode de Polotsk et hetman de Lituanie (1668), 

## Sources
- Notices d'autorité :   - VIAF

- (pl) Cet article est partiellement ou en totalité issu de l’article de Wikipédia en polonais intitulé « Jan Jacek Ogiński » (voir la liste des auteurs).